# Solanum nelsonii
Solanum nelsonii ist eine Pflanzenart aus der Gattung der Nachtschatten (Solanum) in der Familie der Nachtschattengewächse (Solanaceae). Von der auf Hawaii endemischen Art sind nur noch zehn Populationen bekannt.

## Beschreibung
Solanum nelsonii ist ein meist kriechender Halbstrauch bis Strauch, der Wuchshöhen von bis zu 1 Meter und Pflanzendurchmesser von bis zu 1,5 Meter erreicht. Die jungen Triebe und Blätter besitzen eine starke Behaarung und sind dornenlos. Die wechselständig angeordneten Laubblätter sind grau-grün, ganzrandig und eiförmig.
Die zwittrigen, radiärsymmetrischen Blüten besitzen verwachsene, weiße Blütenkronblätter, die lavendelfarben bis blass-violett meliert sind. Ungewöhnlich für die Gattung sind die sigmoiden, violetten Staubblätter, die möglicherweise auf einen anderen Befruchter als die üblichen Bienen hinweisen.
Ein bis vier runde, bei Reife meist schwarze Beeren stehen zusammen und enthalten eine hohe Anzahl an Samen.

## Habitat und Vorkommen
Das typische Habitat befindet sich in der Nähe der Meeresküste bis in eine Höhenlage von 150 Metern über Meereshöhe, der Boden besteht aus Korallenbruch oder Sand. Momentan sind nur zehn Populationen mit insgesamt weniger als 300 Pflanzen bekannt. Die Hauptvorkommen befinden sich auf den Inseln Hawaii, Maui, Molokai und Niihau. Daneben ist Solanum nelsonii auch auf der Insel Nihoa und dem Pearl-und-Hermes-Atoll zu finden. Auf den Inseln Oʻahu, Kauai, Laysan und den Midwayinseln gilt die Art mittlerweile als ausgestorben, da sie durch eingeschleppte Pflanzenarten oder Küstenbebauung verdrängt wurde.